# سفیروت
| سِفیروت (درخت زندگی) در آئین کابالا              | سِفیروت (درخت زندگی) در آئین کابالا | سِفیروت (درخت زندگی) در آئین کابالا |
| ----------------------------------------------- | ---------------------------------- | ---------------------------------- |
| The Sefirot in Jewish Kabbalah                  |                                    |                                    |
| View the image description page for the diagram | کابالا                             | ن ب و                              |

سفیروت یا کابالا
سفیروث(عبری:סְפִירוֹת) شکل جمع سفیره(סְפִירָה) به معنی شمارش در کابالا و عرفان یهودیت است. عارفان یهودی، ده سفیروت را شناخته‌اند. کابالایی‌ها برای توالی ده سفیروت اصطلاحات و واژه‌های ثابتی دارند، این اصطلاحات در زوهر آمده‌است. در بین سفیره‌ها مرتبه برقرار است و سفیروت معمولاً از بالا به پایین نوشته می‌شود. این ده سفیروت عبارت‌اند از:
- کتر: که به معنی تاج اعلای خداوند، نور ازلی و ابدی است و در اسم یهوه تجلی می‌یابد. (من هستم آن‌که هستم.)
- حکماه: که به معنی دانش و خرد جاودان و اندیشه ازلی خداوند است که در وحی مستقیم به موسی تجلی می‌یابد.
- بیناه: که به معنی عقل و برهان است.
- حسد: به معنی عشق و مهربانی خداوند و رحمت او نسبت به بندگانش است.
- گِوورا: به معنی داوری و قضاوت است.
- تیفئرت: به معنی عدل و هم‌آراستگی که از شفقت یا زیبایی خدا سرچشمه می‌گیرد.
- نیصاح: به معنی آخرین صبر خداوند و نیز تأمل و پایداری و قریحه مقتدرانه است.
- هود: یعنی عظمت خداوند.
- یِسود: به معنی اُس و اساس، دربردارنده نیروهای آفریننده خداوند.
- ملخوت: یعنی ملکوت و عالم وجود و فیزیکی.

این‌ها ده فلک از افلاک ظهور الهی به‌شمار می‌آیند که خدا از آن ظاهر می‌گردد و در عربی هر یک موطن مکنون ترجمه می‌شود. این‌ها جملگی با هم جهان وحدت یافته حیات خداوند یا عالم‌ها دیحودا را تشکیل می‌دهند که هر دو با مواردی خاص و هماهنگ سر و کار دارند. کتاب زوهر کوشیده‌است آن‌ها را تفسیر نموده و شرح دهد.
جهان سفیروت به عنوان نمادی از انسان یا درخت نیز به کار می‌رود. ده سفیروت، نیروهای خدایی را برمبنای درختی بنا می‌نهند، که هر سفیره شاخه‌ای از آن است. تشبیه انسان نیز به کار رفته‌است که بر اساس گفته‌ای از کتاب مقدس است که خدا، انسان را به صورت خویش آفرید. مفهوم سفیروت به عنوان بخش‌ها و جوارح انسان‌نگاری مکتب عرفان، دال بر نوعی نمادگرایی انسانی یا تشریح بدن انسان نیز هست.

## نگارخانه

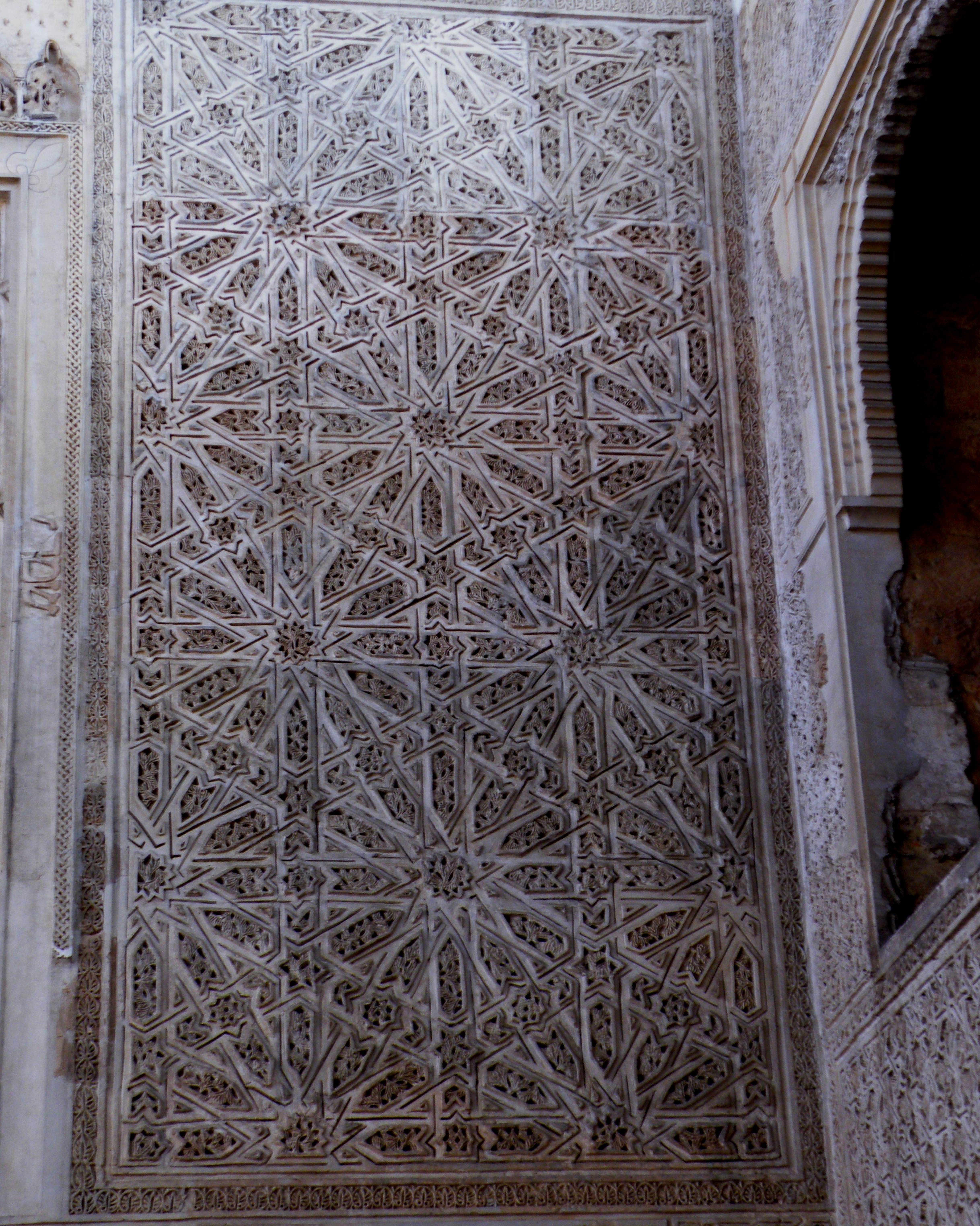